# كوون سون وو
كوون سون وو (مواليد 2 ديسمبر 1997) هو لاعب تنس محترف كوري جنوبي، أعلى تصنيف له في الفردي كان ال52 في نوفمبر 2021.

## روابط خارجية
- كوون سون وو على موقع رابطة محترفي التنس (الإنجليزية)
- كوون سون وو على موقع الاتحاد الدولي لكرة المضرب (الإنجليزية)
- كوون سون وو على موقع كأس ديفيز (الإنجليزية)
- كوون سون وو على موقع خلاصة التنس.كوم (الإنجليزية)
- كوون سون وو على موقع أوليمبيديا (الإنجليزية)